# Lapis specularis

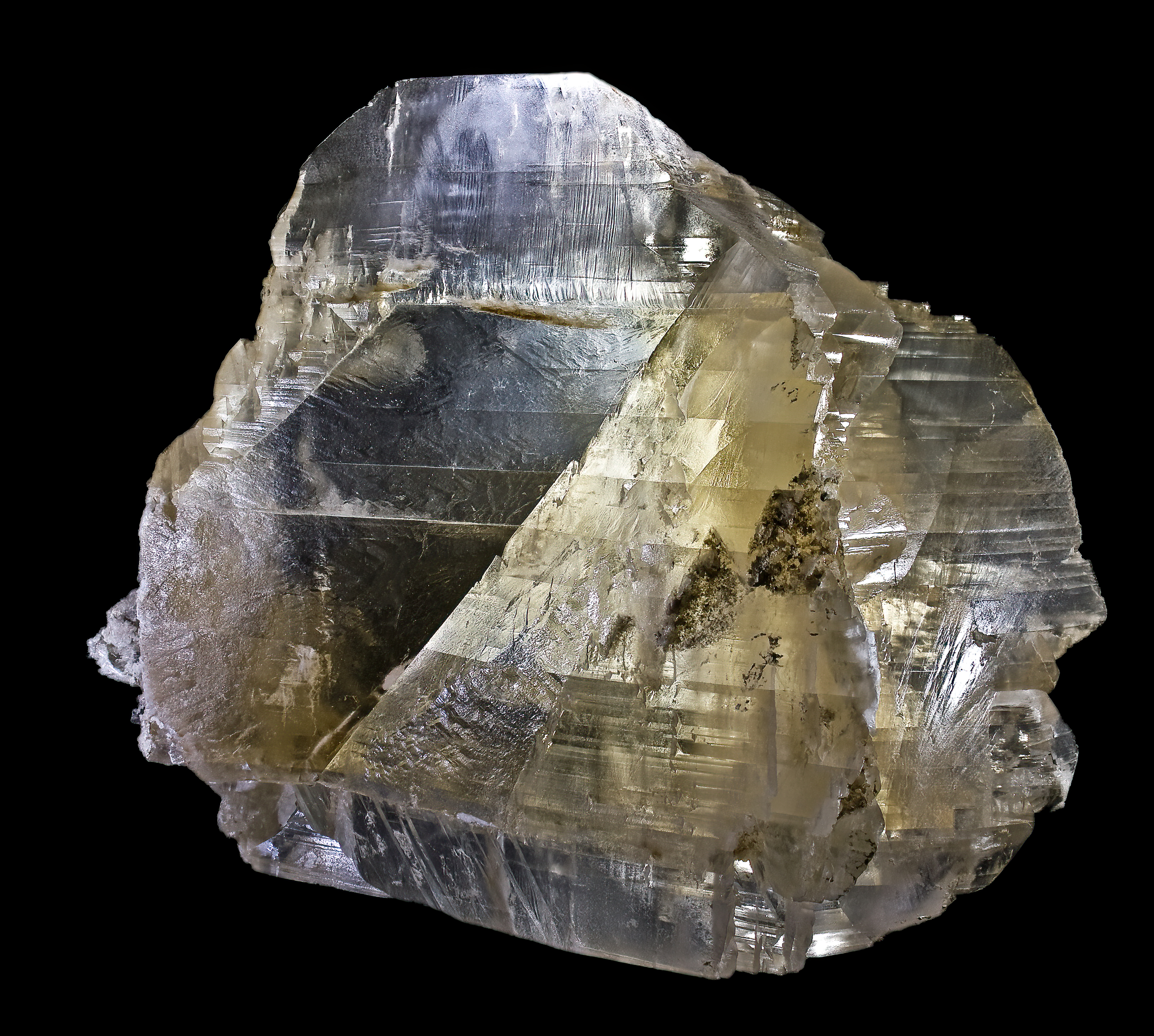
Yeso translúcido.

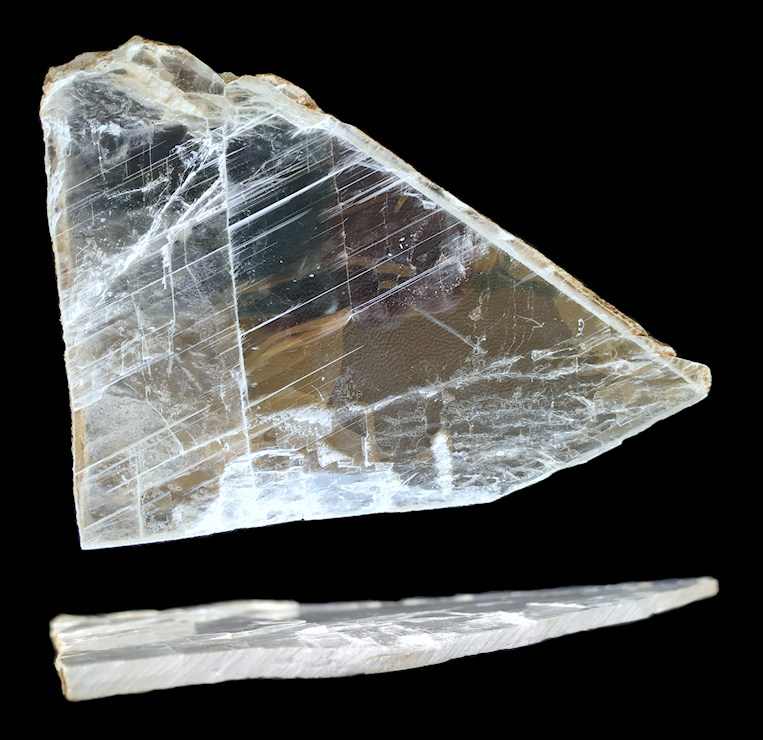
Fragmento de "Lapis Specularis" - Mina La Condenada, Osa de la Vega, Cuenca, España.

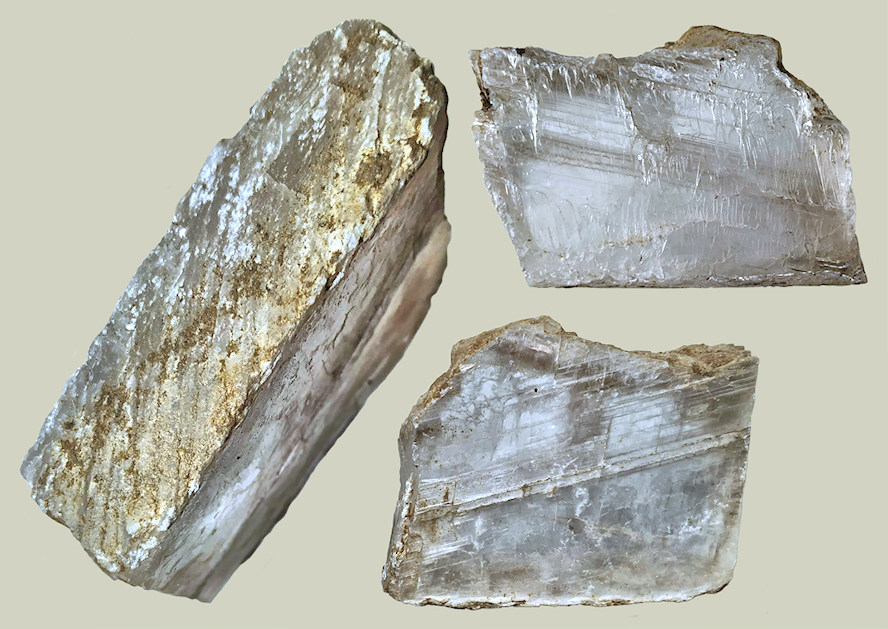
Fragmento en el que se observan las marcas de corte de la sierra.

El lapis specularis, conocido como espejuelo en la actualidad, es un tipo de piedra de yeso selenítica especular traslúcido. Fue un mineral muy valorado en la Antigua Roma, explotándose para la fabricación, a modo de cristal, de ventanas fundamentalmente durante los siglos I y II d. C. en las provincias de Hispania. Otros nombres con lo que también se conoce en la actualidad son espejillo, piedra del lobo, espejillo de asno, piedra de la luna, piedra de luz, sapienza o reluz.

## Historia
Plinio el Viejo en su Naturalis Historia cuenta que este mineral era extraído en la Hispania Citerior, en minas halladas en 100 000 pasos alrededor de Segóbriga, unos 150 km, obteniéndose la más traslúcida de esta piedra cerca de esta ciudad. Se extraía de pozos profundos en el subsuelo, encajado en otras rocas, siendo necesario separarlo de éstas una vez en la superficie; Plinio nos lo describe como una piedra fósil en su mayor parte que forma un bloque compacto a modo de cemento 
 
con la propiedad de dejarse cortar con serrucho con facilidad y en finas capas, y aunque podía encontrarse en otros lugares como Chipre, Sicilia, la Capadocia e incluso en África, el de mayor calidad era el hispano. También nos habla de la existencia un lapis specularis negro, siendo sin embargo el más común el blanco; asimismo su peculiar calidad radica en que, a pesar de su fragilidad, muestra muy buena entereza sin ajarse al calor y al frío.
El principal uso del lapis specularis en la Antigua Roma fue para la fabricación de ventanas acristaladas, acoplándose en armazones, principalmente de madera aunque también se fabricaron de cerámica, que permitían ensamblar varias planchas con el fin de cubrir la superficie en función del tamaño de la ventana. Incluso se llegaron a construir invernaderos a base de unir placas de lapis specularis. Por extensión, a las ventanas acristaladas con este material se las denominada de igual forma.

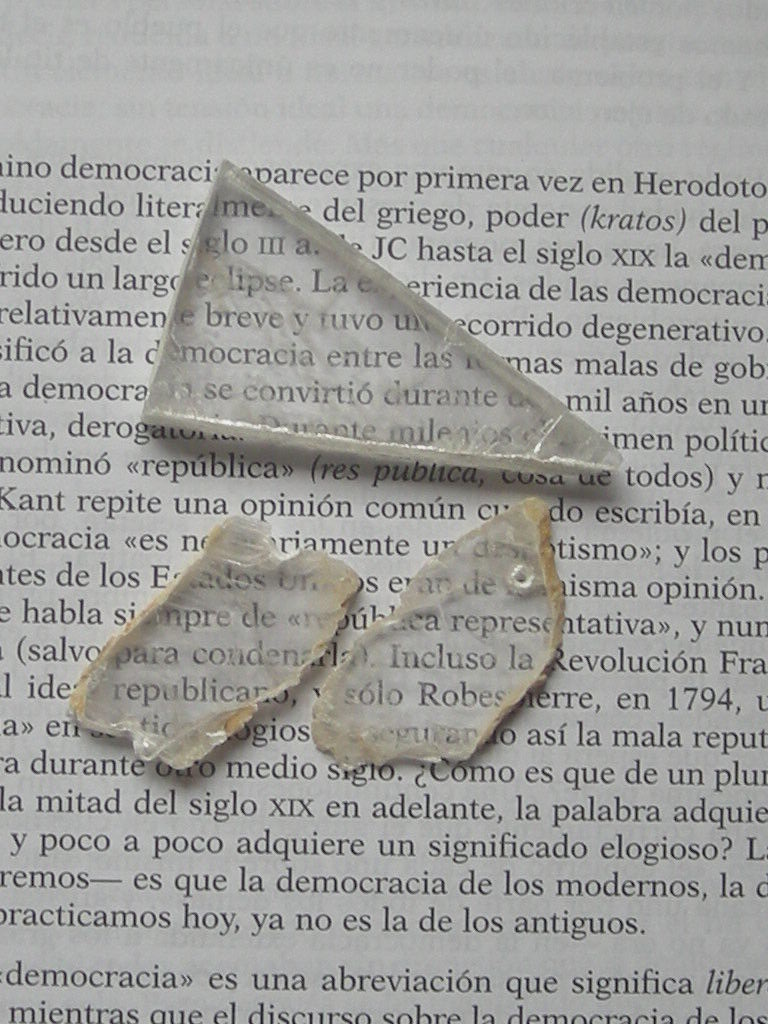
Ejemplo de la translucidez de un fragmento de lapis specularis, recogido en la provincia de Cuenca.

Aparte de su uso para acristalamiento, también se aprovechó como material constructivo con otros fines, por ejemplo, en forma de virutas y láminas en pavimentos, para recubrir edificaciones como elemento ornamental, como por ejemplo el Circo Máximo durante los espectáculos. 
Remitiéndonos a Plinio de nuevo, este nos dice que el yeso obtenido del lapis specularis era el mejor de todos también para otro fin; ya que al fin y al cabo era una variedad de yeso, otro uso constructivo fue la fabricación de yeso y escayola mediante su calcinación del mineral con el fin de usarlo para molduras, vaciados y enyesados.
En la ciudad de Pompeya se han encontrado restos de edificios con ventanas de lapis specularis y en el Museo Nacional de Arte Romano de Mérida se puede observar una reproducción de una ventana acristalada con lapis specularis. 
A partir de los datos de Plinio y de la arqueología sabemos que en las actuales provincias de Cuenca y Toledo y Arboleas (Almería), había gran cantidad de minas de lapis specularis, por ejemplo en Noblejas, La Frontera, Carrascosa del Campo, Campos del Paraíso, Torrejoncillo del Rey, Villarejo de Fuentes, Alconchel de la Estrella, Osa de la Vega, Villalgordo del Marquesado, Montalbanejo, La Hinojosa, Villaescusa de Haro, Belmonte, Villas de la Ventosa, Torralba, y en las cercanías de Huete y de la antigua Segóbriga, siendo en estas dos últimas el principal recurso económico en época romana, especialmente Segóbriga, que era el centro administrativo desde donde se controlaba la producción minera en su entorno.